# Suiping
Suiping är ett härad som lyder under Zhumadians stad på prefekturnivå i Henan-provinsen i centrala Kina. Det ligger omkring 180 kilometer söder om provinshuvudstaden Zhengzhou. 
Häradet är mest känt för att vara den plats där den första folkkommunen grundades i april 1958. Den kallades "Sputnik" (卫星) efter den sovjetiska satelliten med samma namn och bestod av 27 kooperativ som omfattade 43.000 människor.